# Comisión Nacional de Valores
Comisión Nacional de Valores suele ser el nombre del organismo oficial que se encarga de la promoción, supervisión y control del mercado de valores, con base a la Ley de Mercado de Capitales o Ley de Mercado de Valores de cada país. En algunos países corresponde al organismo encargado de la promoción de valores éticos, como es el caso de la Comisión de Valores de Costa Rica.
La principal razón de ser de las comisiones de valores es el resguardo de los intereses de los inversionistas y de los accionistas de las empresas, especialmente los minoritarios, y surgieron a raíz de una de las primeras crisis de los mercados como fue el Crack de 1929 o Jueves Negro, ocurrido en Nueva York, habiéndose perfeccionado a lo largo de los años recientes.
Otras de sus funciones tienen que ver con la vigilancia y supervisión del Estado en defensa de sus intereses.
Para ello, las comisiones de valores autorizan la oferta pública de valores emitidos por empresas constituidas el propio país o en otros países. Aprueban la publicidad y prospectos de emisiones de oferta pública, autorizan, regulan y vigilan el funcionamiento de bolsas de valores, corredores públicos de valores, asesores de inversión, sociedades de corretaje (entre las cuales se cuentan las casas de bolsa, denominadas en algunos países como agencias o comisionistas), empresas emisoras, bolsas de insumos y productos agropecuarios, contadores y auditores de empresas que operan en el mercado de capitales. Además llevan los registros nacionales de valores y atienden al público inversionista.
Existe un organismo internacional que agrupa a las comisiones y superintendencias nacionales de valores:IOSCO (International Organization of Securities Commissions). Esta entidad multilateral busca la cooperación entre sus miembros con el objeto de alcanzar el más amplio consenso internacional en cuanto a la regulación de los mercados de valores.

## Distintos países

### Argentina
La Comisión Nacional de Valores de Argentina es el organismo oficial que se encarga de la promoción, supervisión y control de los mercados de valores de toda la República Argentina. Desde julio de 2007, la CNV es un organismo autárquico actuante en la órbita de la Secretaría de Finanzas del Ministerio de Economía y Finanzas Públicas. Concentra el control de todos los sujetos de la oferta pública de valores negociables, a fin de promover y fortalecer la igualdad de trato y de participación, creando mecanismos que permitan garantizar la eficaz asignación del ahorro hacia la inversión. La CNV es la encargada de controlar o regular la oferta pública, velando por la transparencia de los mercados y la correcta formación de precios en los mismos, así como la protección del público inversor.

### Colombia
En algunos países se le denomina Superintendencia y en otros están integradas en un solo organismo las superintendencias de bancos y de valores, como en Colombia. Entre 1979 y 1991 funcionó la Comisión Nacional de Valores, en sus inicios adscrita al Ministerio de Desarrollo Económico y después al de Hacienda y Crédito Público, que se encargaba de la vigilancia, supervisión y promoción del mercado de valores. En 1991, en desarrollo de lo dispuesto por un artículo transitorio de la Constitución de 1991, se convirtió en Superintendencia. Más adelante, en el año 2005, se produjo una integración con la entonces Superintendencia Bancaria, lo que dio origen a la denominada Superintendencia Financiera de Colombia (la Superfinanciera), un ente con características especiales que se ocupa de toda la supervisión del sector financiero y del mercado de valores de ese país.

### Venezuela
En el caso de Venezuela, la Superintendencia Nacional de Valores, SNV, antes Comisión Nacional de Valores CNV es un organismo público, facultado por ley para la regulación, vigilancia, supervisión y promoción del mercado de capitales venezolano. En la ley venezolana fueron fortalecidas a partir de 1998 las atribuciones de la institución, así como su capacidad promotora y sancionadora, otorgándole autonomía financiera y personalidad jurídica.
La Superintendencia Nacional de Valores es responsable de las siguientes tareas:
1. Autorizar la oferta pública en Venezuela de títulos valores emitidos por empresas constituidas en el país.
2. Autorizar la oferta pública, fuera del territorio nacional, de títulos valores emitidos por empresas venezolanas.
3. Autorizar la publicidad y prospectos de emisiones de oferta pública.
4. Autorizar y supervisar la actuación de bolsas de valores, sociedades de corretajes de valores y corredores públicos de títulos valores así mo de los demás entes intermediarios.
5. Manejar el proceso de registro de títulos valores y regulados.
6. Resguardar y proteger los intereses de los accionistas, especialmente los minoritarios.

### España
En España, la Comisión Nacional del Mercado de Valores (CNMV) enuncia como su objetivo "velar por la transparencia de los mercados de valores (...) y la correcta formación de precios, así como la protección de los inversores".

### Panamá
En Panamá, la Superintendencia del Mercado de Valores SMV es un organismo autónomo del Estado con personalidad jurídica y patrimonio propio.
Entre sus funciones y atribuciones primordiales están las siguientes:
- Fomentar y fortalecer el desarrollo del mercado de valores en Panamá.
- Registrar valores para ofertas públicas y otros registros obligatorios.
- Expedir, suspender, revocar, cancelar las licencias de los sujetos regulados y registrados y demás licencias que deba otorgar la Comisión.
- Ordenar la suspensión de cualquier actividad violatoria del Decreto Ley n.º 1 de 1999 o de sus reglamentos, incluyendo la suspensión de las operaciones y negociación de valores.
- Establecer reglas del buena conducta comercial y normas éticas que deben seguir los intermediarios, cuya violación podrá acarrear sanciones disciplinarias.
- Prescribir la forma y el contenido de los estados financieros y demás información financiera de personas registradas en la Comisión.
- Examinar, supervisar, y fiscalizar a los intermediarios.
- Iniciar procesos colectivos de clase y hacer uso de aquellas otras acciones y medidas a su alcance para hacer cumplir DL 01/99.
- Emitir opiniones que expresen la posición administrativa de la Comisión, como también para adoptar, reformar, y revocar acuerdos.
- Regular, supervisar y fiscalizar los planes privados de pensiones, jubilaciones y cesantías.
- Expedir, suspender y revocar la Licencia de Administradora de Inversiones de Fondos de Jubilación y Pensiones.
- Registrar a las personas jurídicas que quieran administrar fondos de cesantía como Administradora de Fondo de Cesantía.

Su eslogan es: "Trabajando por un mercado de valores moderno y eficiente".

### Perú
Comisión Nacional Supervisora de Empresas y Valores del Perú